# Pyrrhochalcia
Pyrrhochalcia là một chi bướm ngày thuộc họ Bướm nâu.

## Các loài
- Pyrrhochalcia iphis (Drury, [1773])